# Uğur Mumcu

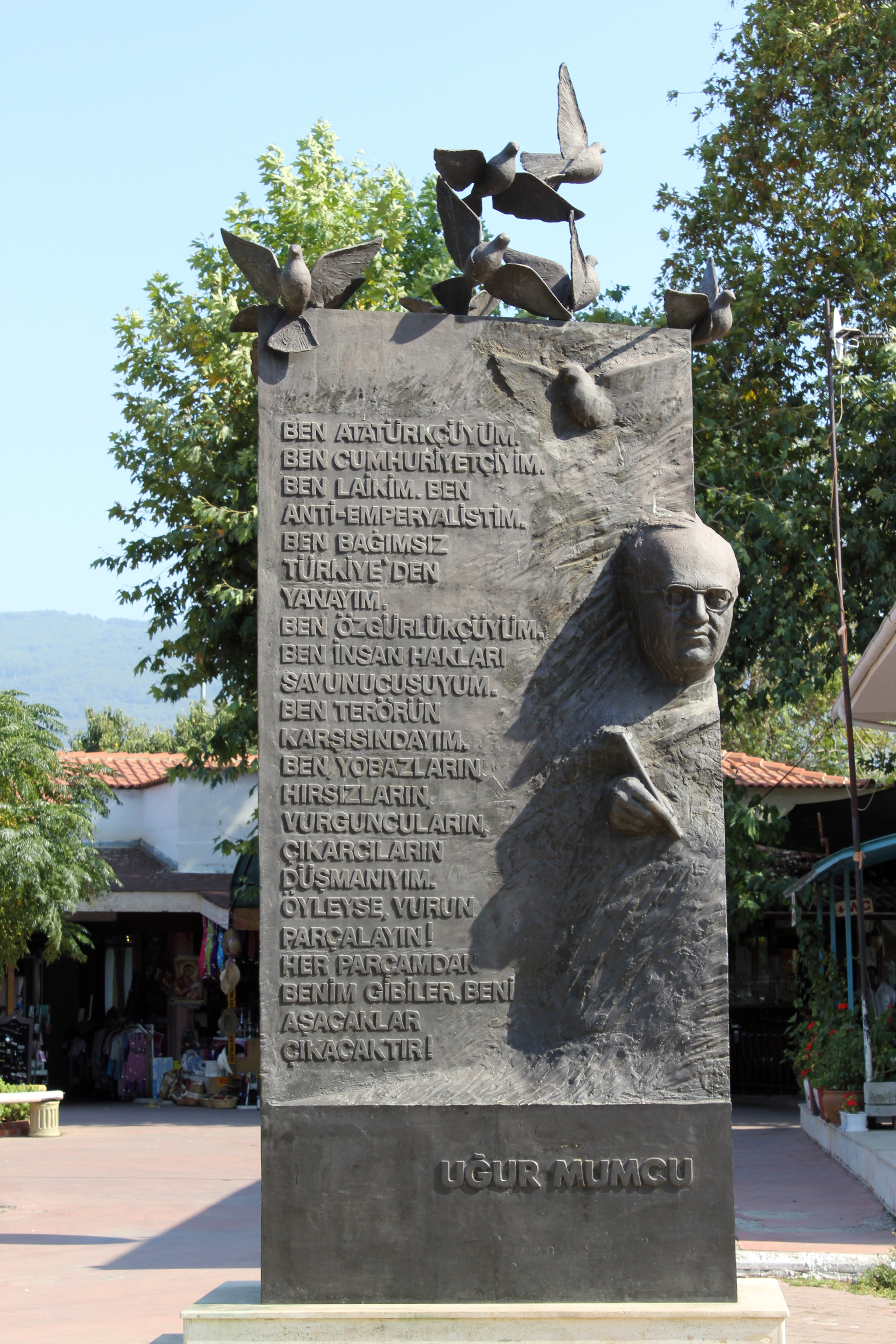
Denkmal für Mumcu in Selçuk

Uğur Mumcu (* 22. August 1942 in Kırşehir; † 24. Januar 1993 in Ankara) war ein türkischer Publizist und Schriftsteller. Mumcu schrieb über innenpolitische Themen der Türkei, angefangen von Korruption, Waffenschmuggel, Islamismus bis zur Situation der Kurden in der Türkei.

## Leben
Seine Mutter war Nadire Hanim, sein Vater Hakkı Şinasi Bey, ein Beamter beim Katasteramt. Seine Familie kam ursprünglich aus Aksaray. Aufgrund der Berufstätigkeit seines Vaters zog die Familie nach Kırşehir, wo Mumcu als drittes von vier Kindern geboren wurde. Die Grund- und Mittelschule besuchte er in Ankara. 1961 begann er ein Jurastudium an der Universität Ankara, das er 1965 abschloss. 1962 gewann er mit einem Artikel über den türkischen Sozialismus seinen ersten Journalistenpreis. 
Während der Ableistung seines Wehrdienstes wurde er aufgrund eines kritischen Artikels über die türkische Armee wegen Verunglimpfung der Armee angeklagt und zu sieben Jahren Haft verurteilt. Das Urteil wurde später aufgehoben. In den Jahren 1972 bis 1974 absolvierte Mumcu seinen Wehrdienst in Ağrı. Ab dem Jahr 1975 schrieb Mumcu Kolumnen für die Zeitung Cumhuriyet. 1976 heiratete er Güldal Homan. Das Paar bekam zwei Kinder namens Özgür und Özge. 
Am 24. Januar 1993 wurde Mumcu durch ein Bombenattentat ermordet. Die Bombe explodierte in seinem Auto. Die Täter wurden bis heute nicht gefasst. Am Tag nach seinem Tode protestierten Zehntausende Menschen in verschiedenen Großstädten der Türkei. Er wurde auf dem Städtischen Friedhof Cebeci in Ankara bestattet.
Seine Familie rief 1994 zu seinem Gedenken eine Stiftung ins Leben. Seine Witwe Şükran Güldal Mumcu ist seit 2007 Abgeordnete der CHP und stellvertretende Parlamentspräsidentin. Sein Sohn Özgür Mumcu schreibt seit 2014 für die Zeitung 
Cumhuriyet.
Uğur Mumcu zu Ehren ging die zweisprachige Exil-Zeitung Özgürüz am 24. Januar 2017, seinem 24. Todestag, online.

## Wirken
In den Jahren 1969–1972 war Mumcu Assistent an der juristischen Fakultät der Universität Ankara bei Professor Tahsin Bekir Balta. In dieser Zeit begann er für verschiedene Zeitungen und Zeitschriften zu arbeiten. Darunter waren Milliyet, Ant Dergisi, Cumhuriyet und Devrim Dergisi.
Nach seinem Studium arbeitete er einige Jahre als Anwalt. 1965 schrieb er zum ersten Mal in Yön Dergisi und 1967 in Kim Dergisi und der Zeitung Akşam. Um Fremdsprachen zu erlernen, ging er 1968 nach England. Nach seinem Wehrdienst wurde er 1974 Journalist und arbeitete bei Yeni Ortam. 1975 wechselte er zur Zeitung Cumhuriyet. 1975 veröffentlichte er sein erstes Buch mit dem Titel Suçlular ve Güçlüler (Die Schuldigen und die Mächtigen). 1977 bis 1991 schrieb er ausschließlich für die Zeitung Cumhuriyet. Nachdem er dort 1991 kündigte, war er kurze Zeit arbeitslos. Nach einem kurzen Intermezzo bei Milliyet kehrte er im Mai 1992 wieder zu Cumhuriyet zurück.

## Auszeichnungen
- 1987: Sedat-Simavi-Preis für Journalismus

## Werke
- Mobilya Dosyası (1975) (dt.: Die Möbelakte), ISBN 975-8084-28-3
- Suçlular Ve Güçlüler (1975) (dt.: Die Schuldigen und die Mächtigen), ISBN 975-8084-24-0
- Sakıncalı Piyade (1977) (dt.: Der verdächtige Soldat), ISBN 975-8084-20-8
- Bir Pulsuz Dilekçe (1977), ISBN 975-8084-22-4
- Büyüklerimiz (1978) (dt.: Unsere Großen), ISBN 975-8084-06-2
- Çıkmaz Sokak (dt.: Sackgasse), ISBN 975-8084-02-X
- Tüfek İcad Oldu, ISBN 975-8084-21-6
- Silah Kaçakçılığı Ve Terör (1981) (dt.: Waffenschmuggel und Terror), ISBN 975-8084-19-4
- Söz Meclisten İçeri (1981) ISBN 975-8084-18-6
- Ağca Dosyası (1983) (dt.: Das Dossier Ağca), ISBN 975-8084-29-1
- Terörsüz Özgürlük (dt.: Unabhängigkeit ohne Terror), ISBN 975-8084-10-0
- Papa - Mafya - Ağca (dt.: Der Papst - die Mafia - Ağca), ISBN 975-8084-15-1
- Liberal Çiftlik, ISBN 975-8084-07-0
- Devrimci Ve Demokrat (dt.: Revolutionär und Demokrat), ISBN 975-8084-16-X
- Aybar İle Söyleşi (dt.: Reportage mit Aybar), ISBN 975-8084-05-4
- İnkılap Mektupları, ISBN 975-8084-03-8
- Rabıta, ISBN 975-8084-14-3
- 12 Eylül Adaleti (dt.: Die Gerechtigkeit des 12. Septembers), ISBN 975-8084-23-2
- Bir Uzun Yürüyüş (dt.: Ein langer Marsch), ISBN 975-8084-11-9
- Tarikat - Siyaset - Ticaret (dt.: Tariqa - Politik - Handel), ISBN 975-8084-12-7
- Kâzım Karabekir Anlatıyor (dt.: Kazım Karabekir erzählt), ISBN 975-8084-08-9
- 40'ların Cadı Kazanı, ISBN 975-8084-13-5
- Kürt İslam Ayaklanması 1919-1925 (dt.: Kurdisch-islamischer Aufstand 1919–1925), ISBN 975-8084-04-6
- Gazi Paşa'ya Suikast (dt.: Anschlag auf Ghazi Pascha), ISBN 975-8084-09-7
- Sakıncalı Piyade (Theaterstück), ISBN 975-8084-27-5
- Söze Nereden Başlasam (dt.: Wo soll ich nur anfangen), ISBN 975-8084-78-X
- Bu Düzen Böyle Mi Gidecek?, ISBN 975-8084-79-8
- Bomba Davası Ve İlaç Dosyası, ISBN 975-8084-81-X
- Sakıncasız (Theaterstück), ISBN 975-8084-83-6
- Kürt Dosyası (dt.: Das Kurdendossier) (1993), ISBN 975-8084-17-8

### Werke über Uğur Mumcu
- Uğurlar Olsun (Lied) von Selda Bağcan
- Eğilmeden Bükülmeden

## Weblink
- Homepage der Uğur Mumcu Stiftung (in türkischer und englischer Sprache)